# Leonetta Cecchi Pieraccini
Leonetta Cecchi Pieraccini, semplicemente  Leonetta Pieraccini (Poggibonsi, 31 ottobre 1882 – Roma, 23 settembre 1977), è stata una pittrice e scrittrice italiana.

## Biografia
Nata a Poggibonsi da Ottaviano Pieraccini e dalla sua terza moglie Argene Zani. Il padre, un medico, era un socialista. Sorella minore di Guido (1873-1953) e sorellastra minore di Gaetano (1864-1957) che fu il primo sindaco di Firenze dopo la Liberazione e poi senatore, Arnaldo (1865-1957) che fu direttore del manicomio di Arezzo e Giulia (1868-1937), nati dal secondo matrimonio del padre con Polissena Sprugnoli. Moglie di Emilio Cecchi, critico letterario e d'arte, Leonetta collaborò con riviste e quotidiani, quali Omnibus, Oggi, L'Europeo, Il Gazzettino.
Diplomata in belle arti a Firenze, fu allieva del macchiaiolo Giovanni Fattori e divenne abile ritrattista. In casa dell'amica pittrice Fillide Giorgi Levasti conobbe Emilio Cecchi che sposò nel 1911. Negli anni trenta e quaranta del Novecento espose opere alla I Quadriennale di Roma, poi a Biennali di Venezia. Nel 1952 pubblicò le note autobiografiche Visti da vicino, ove descrive gli incontri e le conversazioni con letterati e pittori che frequentarono il salotto della sua casa romana. Sempre di carattere autobiografico i successivi volumi Vecchie agendine (1960) e Agendina di guerra, 1939-1944 (1964). Nel 2015 la casa editrice Sellerio ha pubblicato, postumo, Agendine 1911-1929, a cura di Isabella D’Amico e con un'introduzione di Masolino D’Amico.
Ebbe quattro figli:
- Mario Cecchi (1912-1912); nato morto
- Giuditta "Ditta" Cecchi (1913-1966); moglie di Amerigo Bartoli Natinguerra
- Giovanna "Suso" Cecchi (1914-2010); nota come Suso Cecchi D'Amico, fu un'importante sceneggiatrice italiana e moglie di Fedele D'Amico (figlio di Silvio D'Amico), madre di Masolino D'Amico (1939), Silvia D'Amico Bendicò e Caterina D'Amico e nonna di Margherita D'Amico ed Isabella D'Amico, figlie di Masolino
- Dario Cecchi (1918-1992); costumista, scenografo, pittore e scrittore